# James Mackay (baron Mackay de Clashfern)
Pour les articles homonymes, voir James Mackay et Mackay.
James Peter Hymers Mackay (né le 2 juillet 1927) est un avocat britannique. Il est doyen de la Faculté des avocats, Lord Advocate et Lord grand chancelier (1987 - 1997). Il est un membre actif de la Chambre des lords où il siège en tant que conservateur.

## Jeunesse et éducation
Mackay est né à Édimbourg, le fils de l'aiguilleur des chemins de fer James Mackay (qui venait de Claisfearn près de Tarbet dans Sutherland) et son épouse Janet Hymers. Il gagne une bourse à l'école de George Heriot, et étudie ensuite les mathématiques et la physique à l'université d'Édimbourg, recevant une maîtrise conjointe en 1948. Il enseigne les mathématiques pendant deux ans à l'université de St Andrews avant de partir au Trinity College de Cambridge grâce à une bourse, et obtient un BA en mathématiques en 1952. Il est ensuite retourné à l'université d'Édimbourg où il étudie le droit, recevant un LLB (avec distinction) en 1955.  

## Carrière
Mackay est élu à la Faculté des avocats en 1955. Il est nommé conseil de la reine en 1965. Il est shérif principal de Renfrew et Argyll de 1972 à 1974.  En 1973, il est devenu vice-doyen de la Faculté des avocats et son doyen, le chef du barreau écossais de 1976 à 1979.  
En 1979, Mackay est nommé Lord Advocate pour l'Écosse, et est créé pair à vie en tant que baron Mackay de Clashfern, d'Eddrachillis dans le district de Sutherland, prenant sa désignation territoriale du lieu de naissance de son père, un chalet à côté du Loch na Claise Fearna. Depuis sa retraite, Mackay siège à la Chambre des Lords et est commissaire à l'université de Cambridge jusqu'en 2016. Il est le rédacteur en chef de Halsbury's Laws of England, le principal journal juridique qui énonce le droit anglais, publié pour la première fois en 1907; le poste est généralement occupé par un ancien lord chancelier. Il est Senior Fellow du Trinity Forum, un organisme à but non lucratif chrétien qui soutient le renouveau de la société par le développement de leaders. Il démissionne de la Chambre des Lords le 22 juillet 2022.

## Religion
Mackay est élevé dans la Free Presbyterian Church of Scotland. Adulte, il est Ancien de l'église. L'église interdit à ses membres d'assister aux services religieux catholiques romains ; néanmoins Mackay assiste à deux messes funéraires catholiques pour des membres de la magistrature (pour Charles Ritchie Russell en 1986, et encore pour John Wheatley en 1988). Après la deuxième messe, Mackay est convoqué devant un synode d'église où il nie avoir violé l'interdiction de l'église de montrer son "soutien à la doctrine du catholicisme romain", disant: « Je suis allé là-bas uniquement dans le but de rendre hommage à mes collègues décédés. » L'église suspend Mackay des anciens et des membres. Le synode se réunit à nouveau à Glasgow en 1989 pour revoir la décision; la réunion demande à Mackay de s'engager à ne pas assister à d'autres services catholiques, mais il annonce "Je n'ai aucune intention de prendre un tel engagement que celui pour lequel le synode a demandé", et se retire de l'église. Le différend précipite un schisme, conduisant à la formation de l'église presbytérienne associée. Cependant, Mackay n'a pas initialement rejoint la nouvelle communion, mais pratique maintenant sa congrégation d'Inverness.  

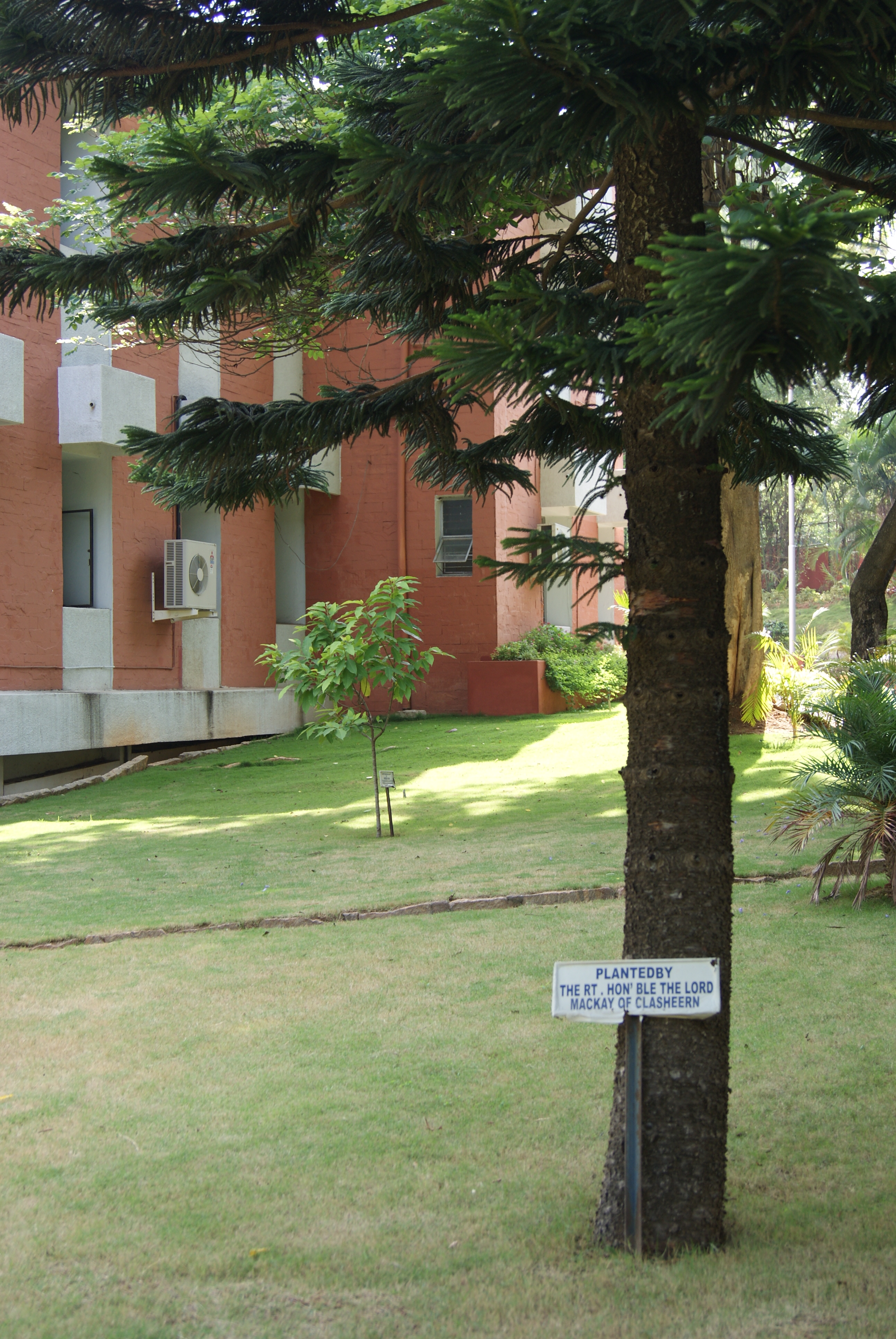
Un arbre planté dans le parc de l'École nationale de droit de l'université de l'Inde à Bangalore par Lord Mackay

En tant que presbytérien, Mackay croit fermement à la modération. Mackay est également président honoraire de la Scottish Bible Society. Il soutient le programme de la société pour envoyer une Bible à tous les tribunaux d'Écosse et écrit à l'appui de The Bible in Scots Law, une brochure qu'il distribue aux avocats écossais qui décrit la Bible comme un "livre source de base pour le droit juridique écossais". Il est un sabbatarien strict, refusant de travailler ou de voyager un dimanche, ou même de donner une interview s'il y a une chance qu'il puisse être rediffusé le jour du sabbat.  
Mackay est nommé chevalier du chardon par la reine Élisabeth II le 27 novembre 1997. En 2007, la reine nomme James Mackay au poste de Lord Clerk Register, en remplacement de David Charteris. Mackay devient membre de la Royal Society of Edinburgh en 1984. En 1989, il est élu membre honoraire du Trinity College de Cambridge. Mackay a également reçu un doctorat honorifique de l'université Heriot-Watt en 1990  et un diplôme honorifique (docteur en droit) de l'université de Bath en 1994 et de l'université de Northumbria en 2017 . 